# Envoy Air
Envoy Air, bis 2014 American Eagle Airlines, ist eine amerikanische Regionalfluggesellschaft mit Sitz in Fort Worth und ein Tochterunternehmen der American Airlines, das in deren Auftrag regionale Zubringerflüge in den USA durchführt. Alle Flüge werden unter der Dachmarke American Eagle durchgeführt.

## Geschichte

### Gründung und erste Jahre
American Eagle Airlines begann als Verbund mehrerer Regionalfluggesellschaften, die unter Vertrag für American Eagle flogen.
Am 15. Mai 1998 fusionierten die Regionalfluggesellschaften Simmons Airlines und Flagship Airlines, die American Airlines zuvor aufgekauft hatte und die seit 1984 als American Eagle für American Airlines Zubringerflüge durchführten. Die neu entstandene Fluggesellschaft war American Eagle Airlines, die auch den IATA-Code MQ von Simmons Airlines übernahm.

### Insolvenz von American Airlines
Ab 2011, während der Insolvenz von American, bestanden (inzwischen verworfene) Pläne, wonach die AMR Corporation einen Verkauf von American Eagle Airlines anvisiert hatte. Am 14. Januar 2014 wurde American Eagle Airlines in Envoy (zu deutsch etwa Gesandter) umbenannt. Die 2013 mit American Airlines fusionierte US Airways hatte ab 1997 ihre Business-Klasse als Envoy Class und ihre Flughafenlounges als Envoy Lounge bezeichnet. Envoy ist nach Anzahl der Flugzeuge die größte Regionalfluggesellschaft von American Eagle.

## Flugziele
Envoy führt für American Airlines Regional- und Zubringerflüge von und zwischen zahlreichen kleineren Flughäfen wie dem University of Illinois Willard Airport und den großen Drehkreuzen Chicago-O'Hare und Dallas-Fort Worth innerhalb des American-Eagle-Netzwerkes durch.

## Flotte

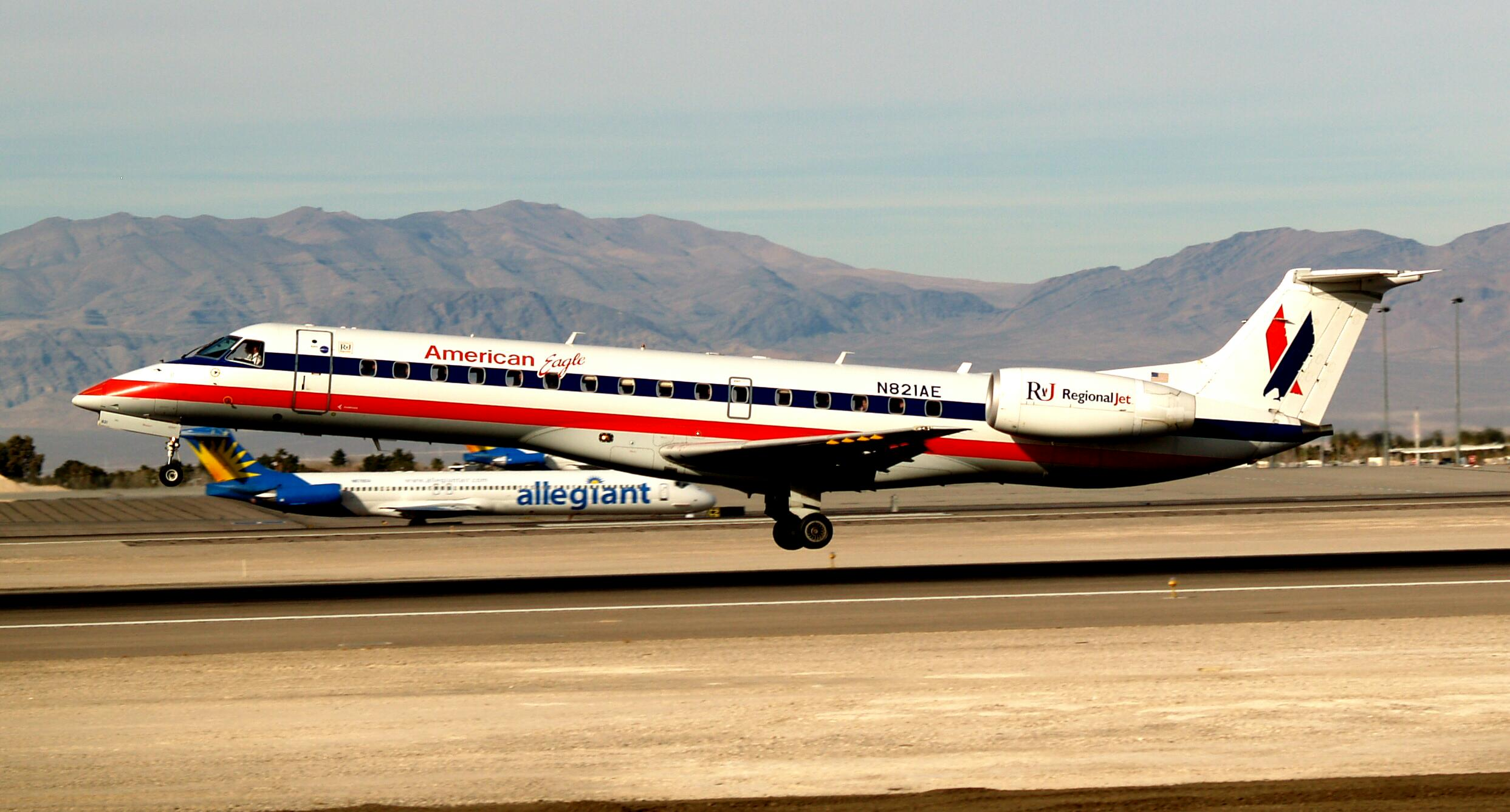
Ein Embraer ERJ-145LR in alter Lackierung

### Aktuelle Flotte

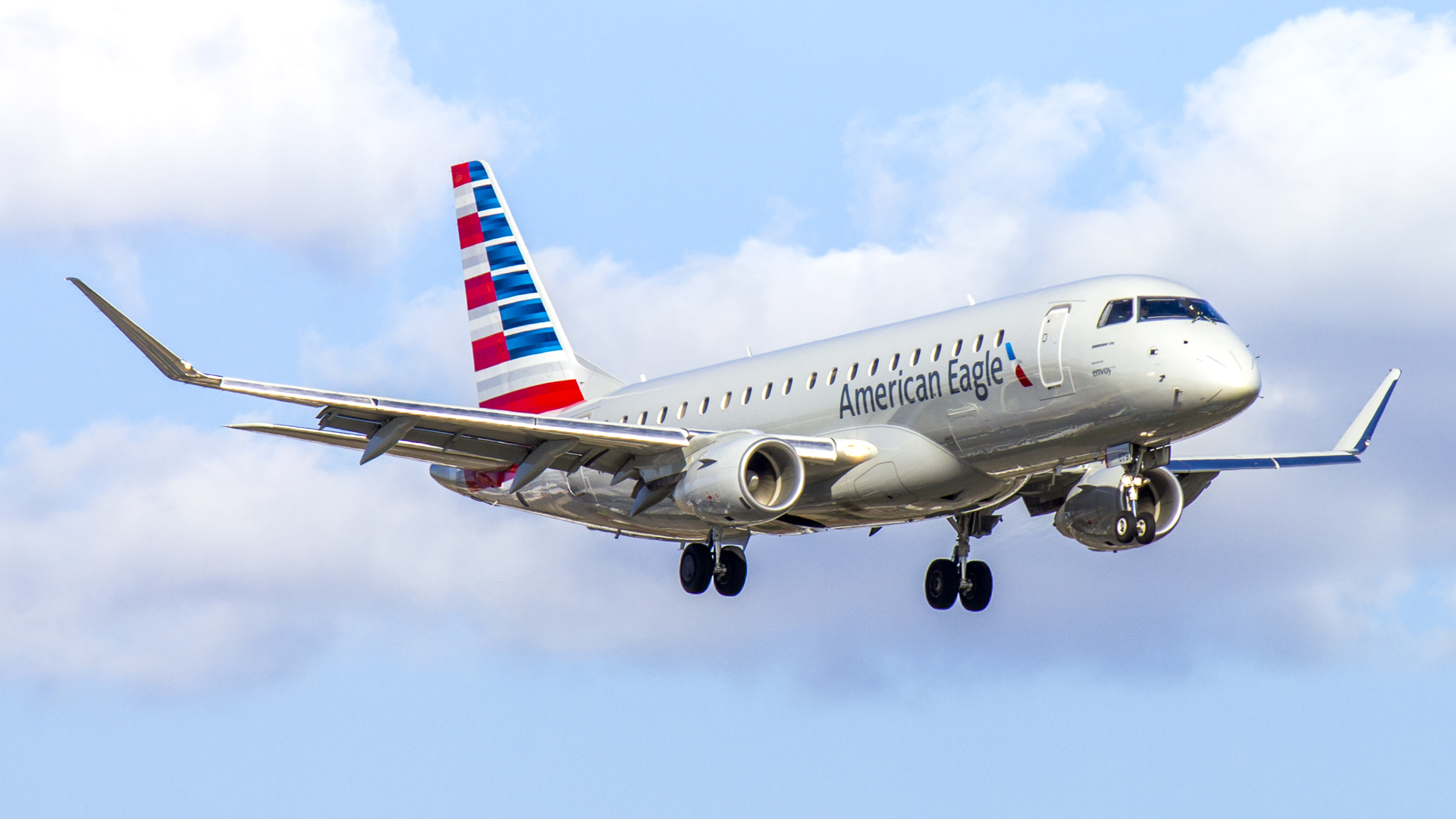
Embraer 175 der Envoy Air, betrieben für American Eagle

Mit Stand Dezember 2024 besteht die Flotte der Envoy aus 165 Flugzeugen mit einem Durchschnittsalter von 10,0 Jahren:
| Flugzeugtyp | Anzahl | bestellt | Anmerkungen  | Sitzplätze | Durchschnittsalter |
| ----------- | ------ | -------- | ------------ | ---------- | ------------------ |
| Embraer 170 | 043    |          | zwei inaktiv | 66         | 19,0 Jahre         |
| Embraer 175 | 122    |          | vier inaktiv | 76         | 6,8 Jahre          |
| Gesamt      | 165    | –        |              |            | 10,0 Jahre         |

Die Gesamte Flotte wird für American Eagle betrieben.

### Ehemalige Flugzeugtypen
In der Vergangenheit setzte Envoy bereits folgende Flugzeugtypen ein:
- Bombardier CRJ-700[5]
- Embraer ERJ 135
- Embraer ERJ 145

## Zwischenfälle
- Am 22. November 2022 kollabierte der Captain des Fluges 3556 von Chicago nach Columbus während des Startvorgangs. Die Embraer E175 hatte V1 bereits überschritten, weshalb der Copilot abhob und schnellstmöglich wieder sicher in Chicago O’Hare landete. Der Captain verstarb trotz Reanimationsversuche.[7]
- Am 31. Dezember 2022 wurde die Embraer 175 (Luftfahrzeugkennzeichen N264NN) der Envoy Air auf dem Regionalflughafen Montgomery für den American-Airlines-Flug 3408 zum Dallas/Fort Worth International Airport vorbereitet, als ein Bodenmitarbeiter der Piedmont Airlines in das laufende linke Triebwerk gesogen und tödlich verletzt wurde.[8][9]